# 邬宗岳
邬宗岳（1933年—1975年），男，四川云阳人，中国登山运动员，运动健将，曾任国家登山队副政治委员、突击队队长。